# Tropidosteptes pubescens
Tropidosteptes pubescens är en insektsart som först beskrevs av Knight 1917.  Tropidosteptes pubescens ingår i släktet Tropidosteptes och familjen ängsskinnbaggar. Inga underarter finns listade i Catalogue of Life.